# Maurice Larrouy (tir sportif)
Pour les articles homonymes, voir Maurice Larrouy.
Jean Félix Maurice Larrouy est un tireur sportif français né le 4 décembre 1872 à Toulouse et mort à une date inconnue (après 1935),.
A la fin de ses études de médecine, il présente sa thèse en 1897, sur "La fièvre typhoïde à Toulouse: historique, statistique, épidémiologie".
La même année, il épouse le 20 avril 1897 à Toulouse, Eugénie Antoinette Henriette Marie Remaury. De cette union naitront 3 fils et une fille.
En juin 1898, il détient le record de France de tir au révolver (modèle 1892), à 20 mètres, au stand de Toulouse avec 249 points.
Il est sacré champion olympique de tir dans l'épreuve de revolver d'ordonnance à 20 mètres, aux Jeux olympiques d'été de 1900 à Paris.
Il est aussi Champion de France au révolver d'ordonnance la même année, en août 1900.
En 1902, il participe au concours de tir international de Rome.
En juillet 1904, il gagne une médaille d'or au VIIIe concours national de Lyon.
En août 1904, il permet à la Société municipale de tir de Toulouse de se classer deuxième du concours international au révolver d'ordonnance, organisé à Lyon (derrière la Société mixte de Marseille).
En 1905, il est deuxième du 9e concours régional de tir de la société municipale de Toulouse au fusil première classe ainsi qu'en excellence au fusil, et de plus vainqueur par délégations avec celle des "Francs-Tireurs" toulousains.
En août 1906, il est premier du concours de Toulouse, en catégorie 3 et en catégorie A.
En mai 1907, il est premier du XIVe concours National de tir (fête annuelle de l'Union des Sociétés de tir de France), à Pau, en catégorie 13 -révolvers et pistolets à 50 mètres-.
En 1909, il est l'un des membres administrateurs de l'Aéro Club du Sud-Ouest, faisant également partie en 1910 de la Ligue méridionale aérienne (Société régionale d'encouragement à la locomotion aérienne -Garonne et Pyrénées-).
Il est le délégué de L'Union pour Toulouse, avant et pendant le premier conflit mondial, devenant Président de la Société municipale de tir de Toulouse au début des années 1920.